# Уэй, Джерард
Джера́рд Артур Уэй (англ. Gerard Arthur Way; род. 9 апреля 1977) — американский музыкант, действующий вокалист группы My Chemical Romance (2001—2013, 2019 — …), автор комиксов. Его дебютный сольный альбом Hesitant Alien был выпущен 30 сентября 2014. Уэй также является сооснователем компании Young Animal от DC Comics. Он написал серию комиксов «Легендарные Кайфоломы и их реальная жизнь» (англ. The True Lives of the Fabulous Killjoys) и «Академия Амбрелла» (англ. The Umbrella Academy).

## Ранние годы
Джерард Уэй родился в Саммите, Нью-Джерси, в семье Донны Ли (урождённая Раш) и Дональда Уэй. Позже семья переехала в Бельвиль. Он имеет итальянские корни со стороны матери и шотландские по отцу. Впервые он начал петь на публике в четвёртом классе, исполняя роль Питера Пэна в школьном спектакле. Его бабушка по материнской линии, Елена Ли Раш, учила Джерарда петь, рисовать и выступать с самого раннего детства. Джерард был очень удивлён, поняв, что действительно может петь. Позднее Уэй вспоминал: «Она научила меня всему, что я знаю». В школе Джерард не был популярным, имел репутацию «толстого неудачника» и был весьма влюбчивым молодым человеком. Однако, одна из девушек, являвшихся когда-то объектом его воздыхания, уехала в Грецию, а вторая и вовсе позировала в откровенных позах для своего парня, что серьёзно расстроило Джерарда, он «Просто плавал в этой яме отчаяния, ревности и алкоголизма».
В 15 лет, по словам Джерарда в интервью журналу Rolling Stone, он побывал под дулом пистолета: «На меня напали с револьвером калибра 357 Magnum, приставили ко лбу оружие и заставили меня встать на колени и завести руки за голову».
После окончания в 1995 году средней школы Бельвиля Уэй решил продолжить карьеру в индустрии комиксов. Он поступил в школу визуальных искусств в Нью-Йорке, которую окончил в 1999 году со степенью бакалавра изобразительных искусств.

## Карьера

### 2001—2013: My Chemical Romance
В подростковом возрасте Джерард и его брат Майки Уэй были под влиянием таких музыкантов, как Iron Maiden, The Misfits, Danzig, Black Flag, Queen, Pulp, Blur, Morrissey и The Smiths. Изначально Джерард хотел стать гитаристом. Его бабушка купила ему первую гитару, когда Джерарду было восемь, и он играл в маленьких группах, таких как Ray Gun Jones и Nancy Drew с будущим гитаристом My Chemical Romance Рэем Торо, но его карьера гитариста не увенчалась успехом (одна группа выгнала его из-за его отсутствия навыка игры на гитаре) и он решил сосредоточиться на своей художественной карьере.
Уэй работал в качестве стажёра Cartoon Network в Нью-Йорке во время атак 11 сентября 2001 года. Это событие побудило его пересмотреть и коренным образом изменить свою жизнь. Он решил связать её с музыкой. Джерард сказал журналу Spin: «Я буквально сказал себе: „Нахер рисование, я должен выбраться из подвала. Я должен увидеть мир. Я должен изменить ситуацию“». Чтобы выплеснуть свои эмоции, которые на него напали, Джерард написал текст песни «Skylines and Turnstiles», которая стала первой песней My Chemical Romance. Вскоре после этого My Chemical Romance начали собираться как группа.
Джерард внёс свой вклад в песни таких групп, как Every Time I Die «Kill the Music», Head Automatica «Graduation Day», Say Anything «In Defense of the Genre» и The Oval Portrait «From My Cold Dead Hands» и «Barnabus Collins Has More Skeletons in His Closet Than Vincent Price».
Во многих интервью Джерард говорит, что музыка и его художественная работа стали эффективным средствами борьбы с депрессией, алкоголизмом и наркотической зависимостью, что привело к написанию глубоко личных песен, таких как «Demolition Lovers», посвящённая его бывшей девушке, или «Helena», написанной после смерти его бабушки, которая всегда очень поддерживала Джерарда и остальных участников группы. 22 марта 2013 года My Chemical Romance объявили о своём распаде.
Несмотря на успех в качестве музыканта, Уэй не бросил рисование — он рисовал для своей и других похожих групп. Например, обложки альбомов My Chemical Romance Three Cheers for Sweet Revenge (2004) и The Black Parade (2006) нарисованы Джерардом. С помощью своих работ он также собирал деньги на различные благотворительные цели, в частности, на борьбу с раком груди. Также он записал кавер-версию песни «Under Pressure» совместно с группой The Used для помощи пострадавшим от цунами (все деньги от продажи данного сингла были отданы на благотворительность).

### 2014—2016:Hesitant Alien
В мае 2014 года Уэй запустил свой веб-сайт на Tumblr, где объявил, что он подписал контракт с Warner Bros. Records как сольный исполнитель и близится к завершению своего первого сольного альбома. Кроме того, он рассказал о новой песне «Action Cat», выпущенной в июне в качестве сингла к его новому альбому и первых сольных концертов на фестивалях в Рединге и Лидсе 2014 года. Позже он объявил о новом концерте, который состоялся 20 августа в Портсмутских «Веджвудских комнатах». 19 августа Джерард опубликовал новое музыкальное видео на песню «No Shows», выпущенную, как первый сингл с нового альбома. 30 сентября 2014 года был выпущен альбом Hesitant Alien.
Когда Джерарда спросили, почему он решил реализовать жанр брит-поп в своей музыке, он сказал, что наслаждается энергией и стилем брит-попа и его сцены и был призван возродить этот жанр в Америке.
В феврале и марте 2015 года Уэй выступал в качестве сольного артиста с The Hormones на главной сцене австралийских музыкальных фестивалей Soundwave и выступил на дополнительном шоу в Мельбурне.
В начале 2015 года было объявлено, что он выступит на фестивале Boston Calling Music в мае 2015 года.
На Record Store Day 2016 Джерард выпустил два эксклюзивных, неизданных трека с альбома Hesitant Alien «Don’t Try» и «Pinkish».

### 2019: Возвращение My Chemical Romance
В ночь с 31 октября на 1 ноября 2019 года на официальном сайте группы появилось объявление о воссоединении группы для концерта в Лос-Анджелесе, который прошёл 20 декабря 2019 года. Также группа анонсировала концерты в Японии, Австралии, России и Новой Зеландии.

## Другая деятельность

### 1993—настоящее время: Комиксы
В 1993 году под именем Harry Way Джерард написал свою первую серию комиксов «On Raven’s Wings», опубликованную издательством Bonyard Press Харта Д. Фишера, но серия была отменена после выхода 2-го выпуска из-за потери рабочей команды.
В 2007 году Уэй начал писать комикс-мини-сериал «Академия Амбрелла». Джерард написал рассказ и проиллюстрировал оригинальную версию, после чего художник-мультипликатор Габриэль Ба перерисовал первый том Apocalypse Suite. Apocalypse Suite был впервые выпущен Dark Horse Comics на Free Comic Book Day 5 мая 2007 года. После был опубликован восьмистраничный рассказ «Safe & Sound», который появился в сборнике под названием «MySpace Dark Horse Presents Volume One». Первый официальный выпуск «Академии Амбрелла» состоялся 19 сентября 2007 года. Первый выпуск был распродан, и началась вторая печать, выпущенная 17 октября 2007 года. Apocalypse Suite также получил премию Айснера 2008 года «за лучшую ограниченную серию». Следующий выпуск — Dallas — был выпущен 26 ноября 2008 года. Третья часть, получившая название Hotel Oblivion, вышла в свет 3 октября 2018 года.
Джерард Уэй, Шон Саймон и Бекки Клунан создали серию комиксов The True Lives of the Fabulous Killjoys, о которой впервые объявили в 2009 году на San Diego Comic-Con. В 2012 году на New York Comic Con, команда объявила, что первый релиз серии будет в 2013 году на Comic Book Day. Серия продолжила концепцию альбома My Chemical Romance Danger Days: The True Lives of the Fabulous Killjoys.
В 2011 году My Chemical Romance заявили, что Майки и Джерард работали над новым проектом комиксов, который они держали под секретом с середины 2009 года. С 2015 года ничто из этого проекта не появилось.
21 декабря 2013 года Джерард Уэй заявил, что он и Габриэль Ба будут работать над третьей и четвёртой частями «Академии Амбрелла», начиная с нового года.
В интервью 31 декабря 2013 года с Крисом Томпсоном из Pop Culture Hound, Уэй более подробно рассказал о своей новой серии «Академия Амбрелла» и подтвердил, что он будет делать сразу два тома. Кроме того, он рассказал о своей новой серии комиксов All Ages, которые впервые появились в виде серии изображений в его Твиттере. Хоть на этом этапе у проекта нет издателя или художника, он активно работает над рассказом о котах в старшей школе, которые находят своё место в мире.
В 2014 году было объявлено, что Джерард дебютирует во Вселенной Marvel, написав альтернативную серию Человека-паука Edge of Spider-Verse.

### 2001—настоящее время: Телевидение
В 2001 году Уэй с Джо Бойлом создал мультфильм The Breakfast Monkey. Они отправили его в Cartoon Network, но студия отказалась взять идею на том основании, что она слишком похожа на уже существующий мультфильм Aqua Teen Hunger Force.
В 2013 году у Джерарда состоялся режиссёрский дебют в оригинальном сериале The Hub The Aquabats! Super Show!, совместное руководство и совместное сочинение второго финала сезона «The AntiBats!» с соавторами серии Кристианом Якобсом и Джейсоном де Виллером. Кроме того, в этом эпизоде появляется Майки Уэй, играющий ведущего певца вымышленной дэт-метал группы под названием «Астма». В следующем году этот эпизод был номинирован на премию Daytime Emmy Award.

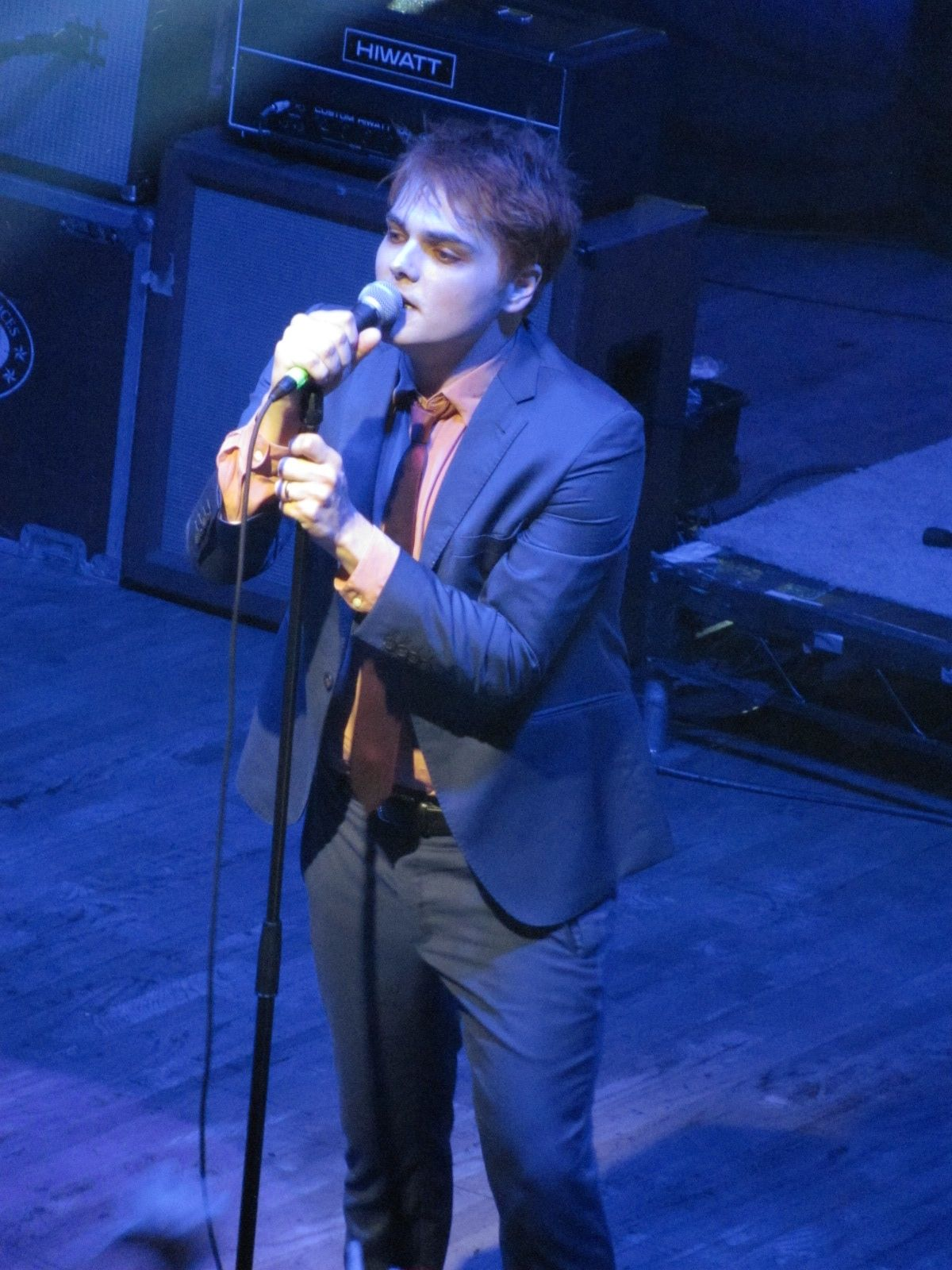
Джерард Уэй на выступлении в Нью-Йорке. 23 октября 2014.

## Личная жизнь
В течение многих лет Уэй боролся с алкоголизмом и наркоманией, и с августа 2004 года остаётся трезв. В номере журнала Spin, выпущенном в ноябре 2010 года, он сказал, что, став более счастливым человеком и чувствуя себя более уверенным, он смог насладиться рекреационным напитком
3 сентября 2007 года, после концерта в Колорадо, Уэй женился на Лин-З, бас-гитаристке группы Mindless Self Indulgence, за кулисами в последний день тура Projekt Revolution. Их дочь, Бэндит Ли Уэй, родилась 27 мая 2009 года. Они живут в Лос-Анджелесе, штат Калифорния.
В 2014 году Джерард открыто обсуждал свою гендерную идентичность в Интернете и в интервью. В Reddit AMA, организованной Уэем в октябре 2014 года, он заявил: «Я всегда был крайне чувствителен к тем, кто имеет проблемы с гендерной самоидентификацией, так как сам прошёл через это, если даже и в меньших масштабах. Я во многом ассоциировал себя с женским полом, и в определённый момент времени в MCR начал выражать это через свой внешний вид и поведение. Так что неудивительно, что те, кто меня вдохновлял и кто на меня влиял, ломали гендерные границы: Фредди Меркьюри, Дэвид Боуи, Игги Поп, T-Rex. Я всегда чувствовал, что мужественность не для меня».
В январе 2015 года Уэй дал интервью для журнала The Boyzine. «Я никогда не отличался маскулинностью, когда рос, меня никогда особо не интересовал спорт или что-то такое. Было время, когда меня так часто называли девочкой, что когда я узнал о трансгендерности, то стал считать себя девочкой. Поэтому я во многом отношу себя к транс-людям и женщинам, я был девочкой для многих, когда рос. Когда я создал MCR, я думал, что у меня наконец появилась возможность показать свою феминность в гламурных театральных аспектах группы. Это дало мне надежду, я мог стать более ярким. Я хочу, чтобы женщины, мужчины и все между ними чувствовали себя в безопасности и были услышанными».

## Дискография

### My Chemical Romance
- I Brought You My Bullets, You Brought Me Your Love (2002)
- Three Cheers for Sweet Revenge (2004)
- The Black Parade (2006)
- Danger Days: The True Lives of the Fabulous Killjoys (2010)

### Соло
Студийные альбомы
- Hesitant Alien (2014)

Другие записи
- «O Waly, Waly» (2014)[57]
- «Into the Cave We Wander» (c Рэем Торо, 2016)[58]

Синглы
- «Safe and Sound» (Кёсукэ Химуро, 2009)
- «Professional Griefers» (Deadmau5, 2012)
- «Falling in Love (Will Kill You)» (Wrongchilde, 2014)

Приглашённый исполнитель
- «Jet Black New Year» (Thursday, бэк-вокал, 2002)
- «Devil in Mexico» (Murder by Death, бэк-вокал, 2003)
- «Barnabus Collins Has More Skeletons in His Closet than Vincent Price» (The Oval Portrait, бэк-вокал, 2003)
- «From My Cold Dead Hands» (The Oval Portrait, бэк-вокал, 2003)
- «Kill the Music» (Every Time I Die, бэк-вокал, 2005)
- «Graduation Day» (Head Automatica, бэк-вокал, 2006)
- «In Defense of the Genre» (Say Anything, бэк-вокал, 2007)
- «My Space» (Evelyn Evelyn, бэк-вокал, 2010)
- «Louder Than Your Love» (Andy Black, бэк-вокал, 2016)[59]
- «Sailor in a Life Boat» (Джимми Юрин, бэк-вокал, 2018)[60]